# صرع منتشر
صرع منتشر یا صرع فراگیر/ صرع منتشر اولیه یا صرع ایدیوپاتیک (idiopathic) (به انگلیسی: Generalized epilepsy)  نوعی صرع است که ویژگی آن، تشنج فراگیر (ژنرالیزه)(بدون علت قابل شناسایی)می باشد. همچنین، صرع منتشر نوعی صرع اولیه است، چرا که در ابتدا بیماری تشخیص داده می‌شود، ولی در صرع ثانویه، صرع نشانه‌ای از یک بیماری قبلی است.

## تظاهر بالینی
تشنج‌های منتشر یا فراگیر می‌توانند به صورت تشنج‌های آبسنس (تشنج خاموش یا کوچک)، تشنج‌های میوکلونیک، تشنج‌های کلونیک، تشنج‌های تونیک-کلونیک یا تشنج آتونی  وجود داشته باشند.
علاوه بر این تشنج‌های منتشر در سندرم‌های تشنجی مختلفی از جمله: صرع میوکلونیک، تشنج نوزادی خانوادگی، صرع ابسنس کودکی، صرع ابسنس، اسپاسم شیرخوارگی (سندم وِست)، صرع میوکلونیک جوانی، سندرم لنو-گاستو و صرع منتشر با منشاء پس سری رخ می‌دهند.

## پیش‌آگهی (پروگنوز)
اکثر مبتلایان به انواع صرع منتشر، از دوران دوران کودکی مبتلا بوده‌اند. (اگرچه بعضی از بیماران در دوران نوجوانی دیگر نیاز به مصرف دارو ندارند، اما در سایر سنین مثل بزرگسالی، این بیماری نیازمند درمان دارویی و پایش در تمام عمر می باشد.)

## علائم صرع با تشنج فراگیر
تشنج فراگیر از یک الگوی اساسی پیروی می کند. ابتدا ماهیچه ها  منقبض و سفت می شوند. سپس، انقباضات عضلانی شدید می شوند. تا جایی که هوشیاری کاهش می یابد، به طوری که فرد دیگر از آنچه اتفاق می افتد آگاه نیست.
- در طول تشنج عمومی، فرد ممکن است:

گونه یا زبان خود را گاز بگیرد
فک قفل شود
کنترل مثانه یا روده را از دست بدهد
- قبل از شروع تشنج نیز ممکن است تغییراتی در حواس داشته باشد:

تغییر طعم و مزه
تغییر احساسات
تغییر بینایی
تغییر حس بویایی
ممکن است تصاویری را ببیند که واقعاً وجود ندارد، احساس سوزن سوزن شدن در بدن دارد، احساس سردرگمی دارد. این تجربه قبل از تشنج به عنوان هاله شناخته می شود.
- پس از تشنج، ممکن است هیچ خاطره ای از اتفاقات نداشته باشد. ممکن است دوباره احساس طبیعی داشته باشد، یا ممکن است موارد زیر را تجربه کند:

خواب آلودگی
سردرد
گیجی
فلج تاد، که یک ضعف موقت در یک طرف بدن است.

## علل صرع با تشنج فراگیر
علل احتمالی صرع و تشنج عبارتند از:
ژنتیک
تغییر در ساختار مغز
اوتیسم
عفونت های مغز، مانند مننژیت یا آنسفالیت
ضربه به سر
یک تومور مغزی
بیماری آلزایمر
سکته مغزی، یا از دست دادن جریان خون به مغز که منجر به مرگ سلول های مغز می شود
شرایط مادرزادی، از جمله سندرم داون یا توبروز اسکلروزیس
به گفته مرکز صرع جان هاپکینز، برخی از افراد ممکن است به دلایلی غیر از صرع دچار تشنج شوند. یک تشنج منفرد می تواند به دلیل تب بالا، آسیب جدی به سر، یا کاهش اکسیژن باشد.

## چه چیزی خطر تشنج را در افراد مبتلا به صرع افزایش می دهد؟
عوامل مرتبط با سبک زندگی ممکن است خطر تشنج را افزایش دهند:
استرس عاطفی
داروها، ویتامین ها یا مکمل های جدید
کمبود خواب
بارداری
مصرف الکل یا مواد مخدر
بیماری مانند عفونت.

## تشخیص صرع با تشنج فراگیر
- وجود سابقه در خود یا خانواده
- الکتروانسفالوگرام (EEG)، پزشک با دستگاه الکتروانسفالوگرام (EEG) برای بررسی فعالیت الکتریکی غیر طبیعی در مغز استفاده خواهد کرد. EEG امواج مغزی را که توسط سیم های کوچکی که به سر متصل شده اند، ضبط می کند. در طول یا بین تشنج، دستگاه ممکن است الگوهای غیرعادی را ثبت کند.
- پزشک ممکن است از روش های تصویربرداری برای اسکن مغز و جستجوی ساخنار غیر طبیعی استفاده کند. این روش های تصویربرداری ممکن است شامل سی تی اسکن یا ام آر آی باشد.
- آزمایش خون[۷]

## درمان
- هفت داروی ضدصرع برای استفاده در موارد مشکوک به صرع منتشر اولیه، تأیید شده‌ است:
- فلبامیت
- Levetiracetam (نام تجاری لِوِبِل)
- زونیسامید
- توپیرامات
- والپروات سدیم
- لاموتریژین
- Perampanel

اگرچه که والپروات ، داروی نسبتاً قدیمی است، اما اغلب به‌ عنوان اولین مرحله درمانی از آن استفاده می‌شود. و با این وجود که والپروات بسیار مؤثر است، اما ارتباط آن با ناهنجاری‌های جنینی در دوران بارداری (تراتوژن) باعث پدید آمدن تعدادی محدودیت در زنان جوان و باردار می‌شود.
- رژیم کتوژنیک می تواند در کنترل صرع بسیار کمک کننده باشد.[۹]
- عمل جراحي، جراحی یکی دیگر از درمان های ممکن است. جراحی برای اهداف زیر است: برداشتن سلول های غیرطبیعی مغز که باعث تشنج می شوند.  گذاشتن یک محرک عصب واگ برای کمک به کاهش تشنج  برداشتن تومور یا رگ های خونی غیرطبیعی یا خونریزی مغز (در صورت وجود)[۱۰]

## عوارض
عوارض مرتبط با صرع عبارتند از:
آسیب دائمی مغز، مانند سکته مغزی
ناتوانی در یادگیری
در صورت استنشاق مواد خارجی در طول تشنج، پنومونی آسپیراسیون
آسیب تروماتیک

## پیشگیری
هیچ راه خاصی برای جلوگیری از ابتلا به صرع وجود ندارد. پیروی از یک سبک زندگی سالم با داشتن خواب کافی و خوب غذا خوردن می تواند احتمال شروع تشنج را کاهش دهد. برخی از کودکان و بزرگسالان ممکن است رژیم غذایی کتوژنیک داشته باشند تا شانس تشنج را کاهش دهند.